# Marquesado de las Palmas
El Marquesado de las Palmas es un título nobiliario español creado el 21 de noviembre de 1627 en Cerdeña por el rey Felipe IV a favor de Luis de Aragall Bellit, señor de las Palmas, a quien había hecho ya "Conde de las Palmas" el 14 de febrero de 1622.
En 1924 fue rehabilitado por Joaquín Crespí de Valdaura y Cavero, hijo de Esteban Crespi de Valldaura y Fortuny (1866-1921), XIV conde de Castrillo, XVIII conde de Orgaz, conde de Sumacárcer y de su esposa María del Pilar Cavero y Alcibar-Jaçuregui condesa de Sobradiel, baronesa de Castellví de Rosanes, 

## Marqueses de las Palmas
|                                 | titular                                            | Periodo                |
| Creación por Felipe IV          | Creación por Felipe IV                             | Creación por Felipe IV |
| ------------------------------- | -------------------------------------------------- | ---------------------- |
| I                               | Luis Gualbes y Bellit y Aragall                    | 1627-1636              |
| II                              | Alfonso Lis mauleón Navarra Avellaneda             | 1636-1658              |
| III                             | Félix Antonio Brondo y de Castelví                 | 1658-1667              |
| IV                              | María Ludovica Brondo                              | 1683-1730              |
| V                               | Cristóbal Crespí de Valldaura y Brondo             | 1730-1733              |
| VI                              | José Crespí de Valldaura y Brondo                  | 1733-1752              |
| VII                             | Cristóbal Crespí de Valldaura y Huetado de Mendoza | 1755-1778              |
| VIII                            | Joaquín Crespí de Valldaura y Lesquina             | 1785-1814              |
| IX                              | Joaquín Crespí de Valldaura y Carvajal             | 1819-1857              |
| X                               | Agustín Crespí de Valldaura y Caro                 | 1857-1893              |
| Rehabilitación por Alfonso XIII |                                                    |                        |
| XI                              | Joaquín Crespí de Valldaura y Cavero               | 1924-1976              |
| XII                             | María del Pilar Crespí de Valldaura y Moreno       | 1984-actual titular    |

## Historia de los Marqueses de las Palmas
- Luis de Aragall Bellit, I marqués de las Palmas. Antes "I conde de las Palmas", desde 1622 a 1627. Le sucedió:

- Alfonso Luis Mauleón Navarra Avellaneda, II marqués de las Palmas.

- Félix Antonio Brondo y de Castelví (1636-1667), III marqués de las Palmas, III conde de Serramagna, III marqués de Villasidro. (Era hijo de Francisco Brondo y Gualbes (1615-1646), III conde de Serramagna, II marqués de Villasidro y de su esposa Faustina de Castelví y Deyar). Le sucedió su hija:

- María Ludovica Brondo Crespí Avellaneda(f. en 1730), IV marquesa de las Palmas, IV condesa de Serramagna, IV marquesa de Villasidro, VI condesa de Castrillo (sin retirar las Cartas de sucesión), VIII baronesa de la Joyosa-Guarda.

1. Casó en la iglesia de la Santa Cruz de Madrid el 19 de marzo de 1670[2] con José Salvador Crespi de Valldaura y Ferrer, II conde de Sumacárcer, IX barón de Callosa. Le sucedió su hijo:

- José Crespi de Valldaura y Bronco, V marqués de las Palmas, V marqués de Villasidro. Sin descendientes, le sucedió su hermano:

- Cristóbal Crespí de Valldaura y Bronco (f. en 1766), VI marqués de las Palmas, V conde de Serramagna, VI marqués de Villasidro, IV conde de Sumacárcer, VII conde de Castrillo, barón de la Joyosa-Guarda, X barón de Callosa.

1. Casó con Josefa Hurtado de Mendoza y Trelles, X condesa de Orgaz. Le sucedió su hijo:

- José Crespí de Valldaura y Hurtado de Mendoza, VII marqués de las Palmas, VI conde de Serramagna, VII marqués de Villasidro, V conde de Sumacárcer, VIII conde de Castrillo, XI conde de Orgaz. Sin descendientes. Le sucedió el hijo de su hermano Cristóbal Crespí de Valldaura y Hurtado de Mendoza, VII conde de Serramagna, VI conde de Sumacárcer, X conde de Castrillo, XII conde de Orgaz, conde de Peñarroja, conde de Santa Olalla, XI barón de Callosa, que casó con María de la Portería Lesquina y Gasca de Ribadeneira, V marquesa de la Vega de Boecillo, por tanto su sobrino:

- Joaquín Crespí de Valldaura y de Lesquina (1768-1814), VIII marqués de las Palmas, VIII conde de Serramagna, VI marqués de la Vega de Boecillo, IX marqués de Villasidro, XIII conde de Orgaz, X conde de Castrillo, marqués de Musey, VII conde de Sumacárcer, vizconde de Toyara, XII barón de Callosa.

1. Casó con Francisca Carvajal y Gonzaga. Le sucedió su hijo:

- Joaquín Crespi de Valldaura y Carvajal (1795-1857), IX marqués de las Palmas, XII conde de Castrillo, XIV conde de Orgaz, IX conde de Sumacárcer, marqués de Musey, VIII marqués de Vega de Boecillo]], vizconde de Toyara, vizconde de la Laguna, XIII barón de Callosa.

1. Casó con Margarita Caro y Salas, hija del III marqués de la Romana. Le sucedió su hijo:

- Agustín Crespi de Valldaura y Caro, X marqués de las Palmas, XIII conde de Castrillo, XV conde de Orgaz, X conde de Sumacárcer y IX marqués de la Vega de Boecillo.

1. Casó con Margarita de Fortuny y Veri. El marquesado de las Palmas, lo rehabilitó su nieto Joaquín Crespí de Valldaura y Cavero, ya que fue su hijo:

-Esteban Crespí de Valldaura y Fortuny, XIV conde de Castrillo, XVI conde de Orgaz, XI conde de Sumacárcer.
1. Casó con María del Pilar Cavero y Alcibar- Jaçuregui, condesa de Sobradiel, baronesa de Castellví de Rosanes, dama de la reina Victoria Eugenia de Battenberg.

Fueron sus hijos:
1. Agustín Crespí de Valldaura y Cavero (n. en 1897), XV conde de Castrillo, XVII conde de Orgaz, XII conde de Sumacárcer (sin descendientes). Le sucedió su hermano Esteban.
2. Esteban Crespí de Valldaura y Cavero (n. en 1899), X marqués de Villasidro, XVI conde de Castrillo, XVIII conde de Orgaz, XIII conde de Sumacárcer, barón de Castelví.
3. Joaquín Crespí de Valldaura y Cavero (n. en 1901), XI marqués de las Palmas, barón de Letosa, que sigue.
4. María del Patrocinio Crespí de Valldaura y Cavero (n. en 1923), baronesa de la Joyosa-Guarda (por rehabilitación en 1922), X condesa de Sobradiel que casó con Manuel Cavero y Goicoenrrotea V duque de Bailén, IV marqués de Portugalete. Sin descendientes.
5. Mariano Crespí de Valldaura y Cavero (n. en 1922), XIII conde de Serramagna, XV barón de Callosa.

Rehabilitado en 1924 por:
- Joaquín Crespí de Valldaura y Cavero (f. en 1976), XI marqués de las Palmas, barón de Letosa, nieto del IX marqués de las Palmas.

1. Casó con Milagros Moreno y Torres hija de los primeros condes de Santa Marta de Babío. Le sucedió, en 1984, su hija:

- María del Pilar Crespí de Valldaura y Moreno, XII marquesa de las Palmas, baronesa de Letosa.

1. Casó con José Bohórquez y de Mora-Figueroa.